# Smiddyhill Bridge
Die Smiddyhill Bridge ist eine Straßenbrücke nahe der schottischen Ortschaft Cranshaws in der Council Area Scottish Borders. 1997 wurde das Bauwerk in die schottischen Denkmallisten in der Denkmalkategorie B aufgenommen.

## Beschreibung
Der Mauerwerksviadukt wurde im Jahre 1887 erbaut und vermutlich im Laufe des 20. Jahrhunderts ausgebessert. Die Smiddyhill Bridge überspannt das Whiteadder Water mit zwei ausgemauerten, ungleich dimensionierten Segmentbögen. Sie führt die von Duns nach Tranent führende B6355 in der Nähe des Weilers Cranshaws über den Fluss. Ihr Mauerwerk besteht aus zu ungleichen Quadern behauenem Bruchstein. Die gepaarten Pilaster an den Seiten sowie das Zierband auf Höhe des Brückendecks sind mit Werkstein vom gelblichen Sandstein ornamentiert. Eingelegte Platten unterhalb der Zierbänder weisen das Baujahr aus. Die Brüstungen fächern zu beiden Seiten auf. Der Mittelpfeiler ist mit gerundeten Eisbrechern ausgeführt.